# Danilo Pimentel
Danilo Pimentel es un deportista brasileño que compite en triatlón. Ganó una medalla de bronce en el Campeonato Panamericano de Triatlón de 2016.

## Palmarés internacional
| Campeonato Panamericano | Campeonato Panamericano  | Campeonato Panamericano | Campeonato Panamericano |
| Año                     | Lugar                    | Medalla                 | Prueba                  |
| ----------------------- | ------------------------ | ----------------------- | ----------------------- |
| 2016                    | Buenos Aires (Argentina) | Medalla de bronce       | Individual              |